# Kościół Skazania w Jerozolimie
Kościół Skazania także kaplica Skazania – niewielki kościół w muzułmańskiej dzielnicy Starego Miasta w Jerozolimie na Via Dolorosa, znajdujący się na terenie klasztoru franciszkanów z Kustodii Ziemi Świętej, miejsce upamiętnienia skazania Chrystusa na śmierć.

## Konotacje biblijne
Tradycja lokalizuje skazanie Pana Jezusa na śmierć z wyroku Poncjusza Piłata w jego pretorium, którym w przypadku Jerozolimy mogła być Twierdza Antonia w północno-zachodnim narożniku placu świątynnego. Zarówno kościół Biczowania, jak i kościół Skazania wzniesiono na obszarze obejmującym teren starożytnej twierdzy. Wydarzenie opisane zostało w rozdziałach 18-19 Ewangelii wg św. Jana.

## Sanktuarium
Kościół wzniesiono w 1904 wg projektu franciszkanina Wendelina Hinterkeusera na przypadkowo odkrytych pozostałościach wcześniejszego kościoła z epoki średniowiecznej. Ołtarz konsekrował 21 maja 1905 bp Giocondo de Nittis OFM. Sanktuarium znajduje się na terenie należącym do Kustodii Ziemi Świętej w bezpośrednim sąsiedztwie Franciszkańskiego Studium Biblijnego i kościoła Biczowania. Część posadzki stanowi Lithostrotos, którego większą część posiadają zakonnice ze Zgromadzenia Sióstr Matki Bożej Syjonu w sąsiadującej z franciszkanami bazylice Ecce Homo. Kościół wzniesiono z kamienia. Ma jedną absydę. W witrażach kopuły przedstawiono aniołów trzymających narzędzia Męki Pańskiej, na okragłych witrażach okiennych Piłata obmywającego ręce oraz scenę Włożenia krzyża na ramiona Zbawiciela. W kościele znajdują się też rzeźby z papier-mâché autorstwa włoskiego rzeźbiarza z Lecce Salvatore Sacquegna (1877-1955): Chrystus Ubiczowany, Chrystus niosący krzyż, Podjęcie Krzyża oraz Spotkanie z Matką i Janem.
Przy zewnętrznej ścianie kościoła, od strony Via Dolorosa, umieszczone jest oznaczenie II stacji Drogi Krzyżowej. W każdy piątek zatrzymują się w tym miejscu pątnicy i franciszkanie podczas nabożeństwa Drogi krzyżowej, kończącego się w bazylice Bożego Grobu.

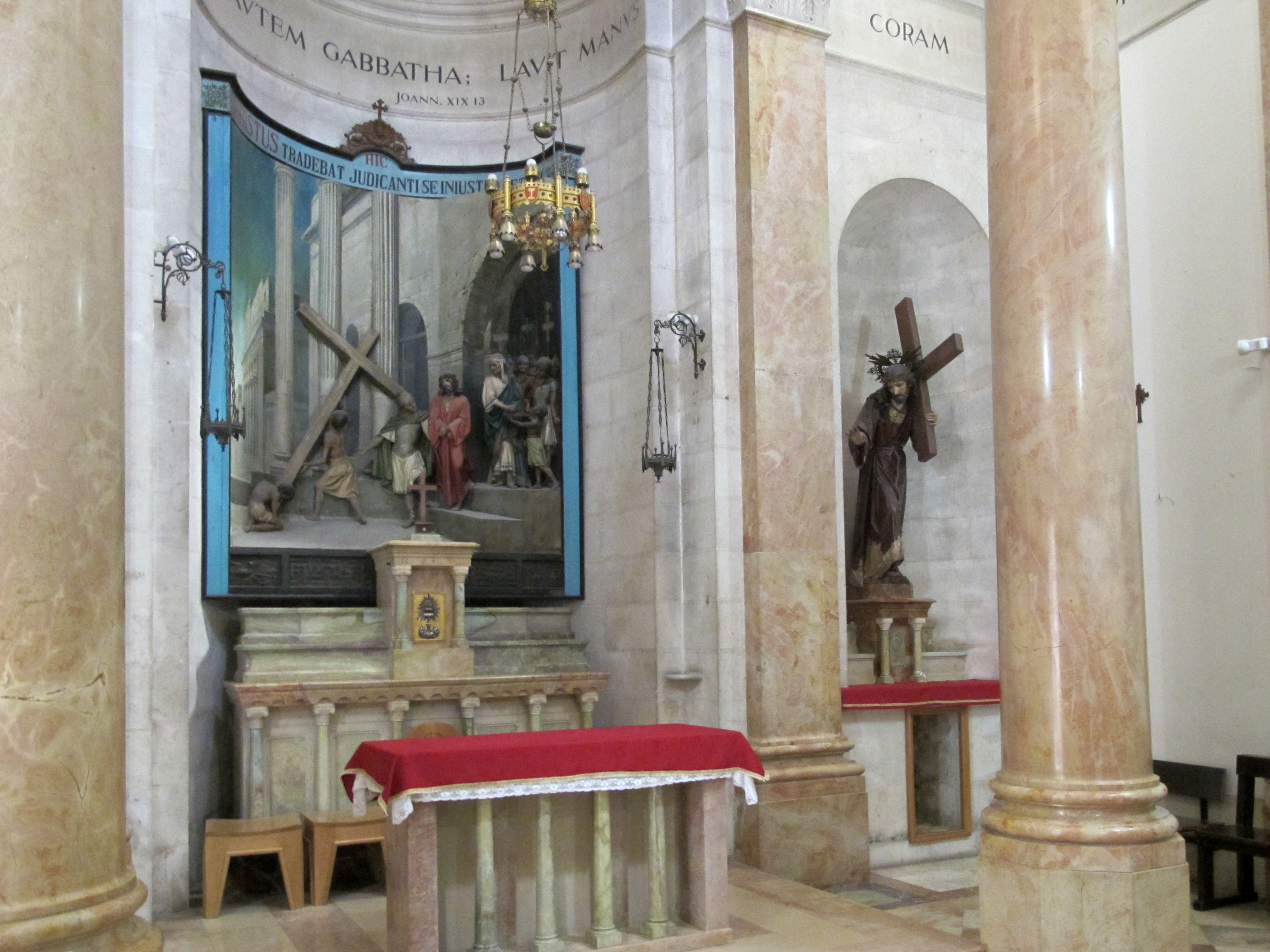
Prezbiterium
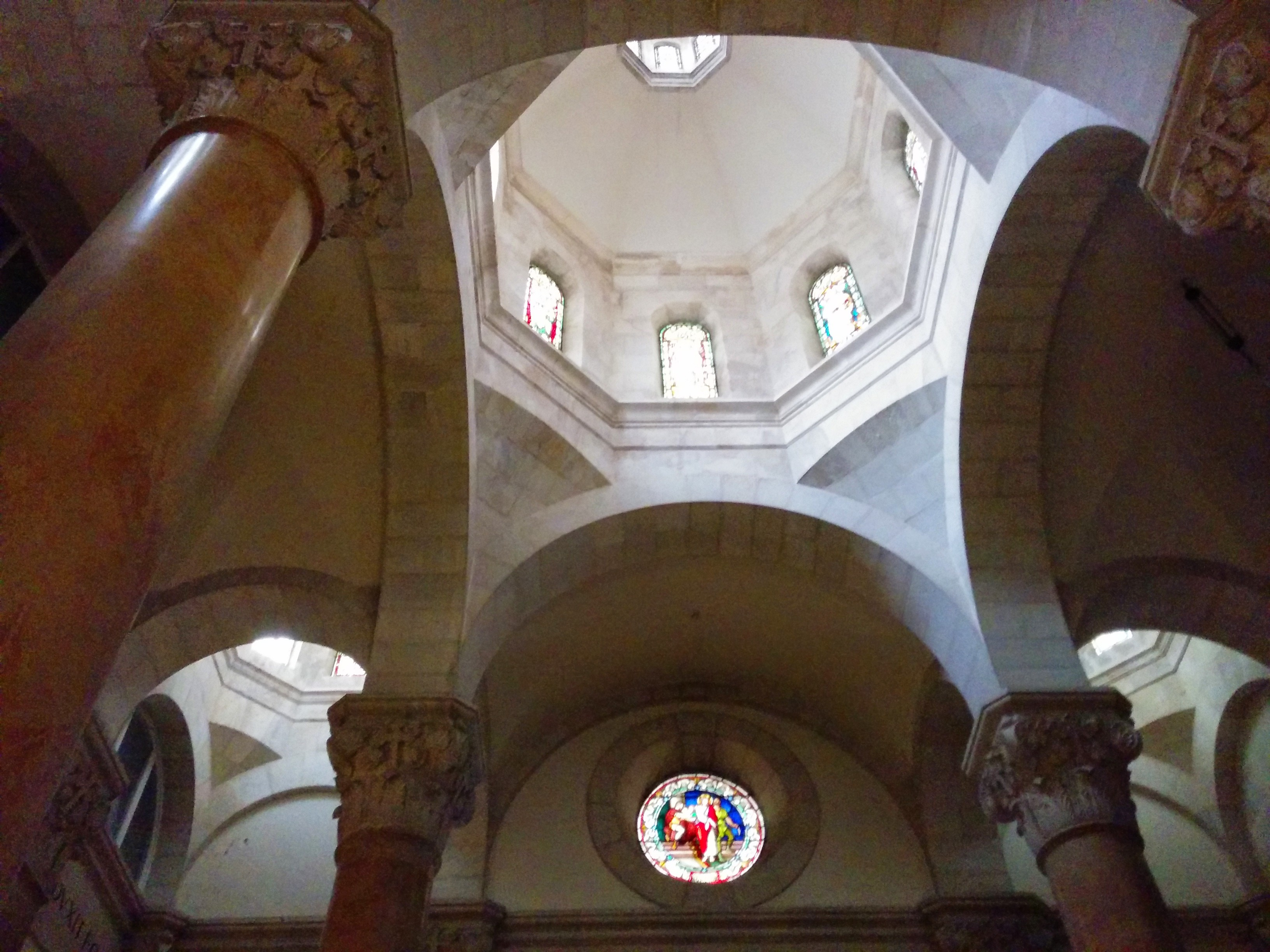
Sklepienie
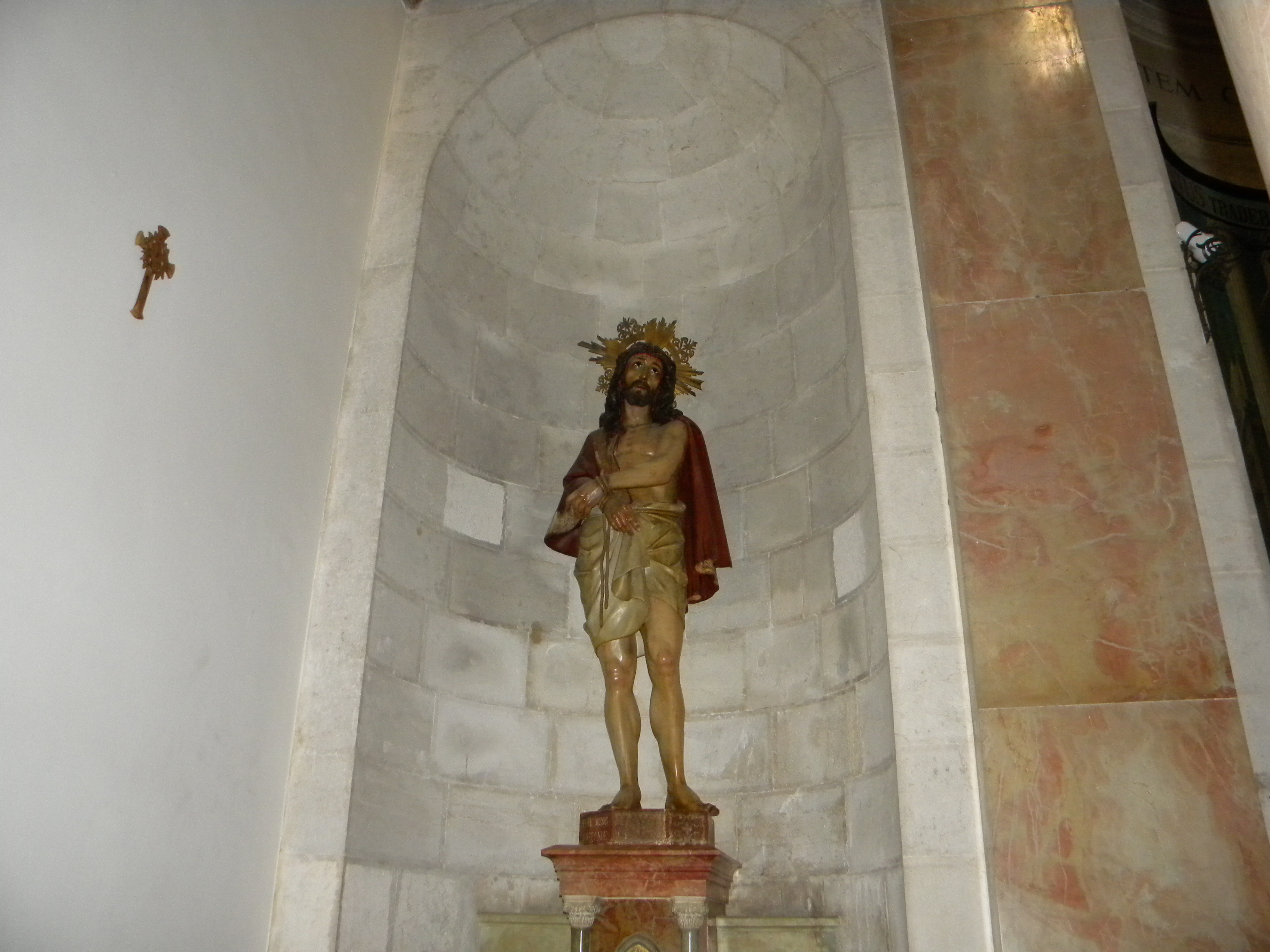
Chrystus Ubiczowany
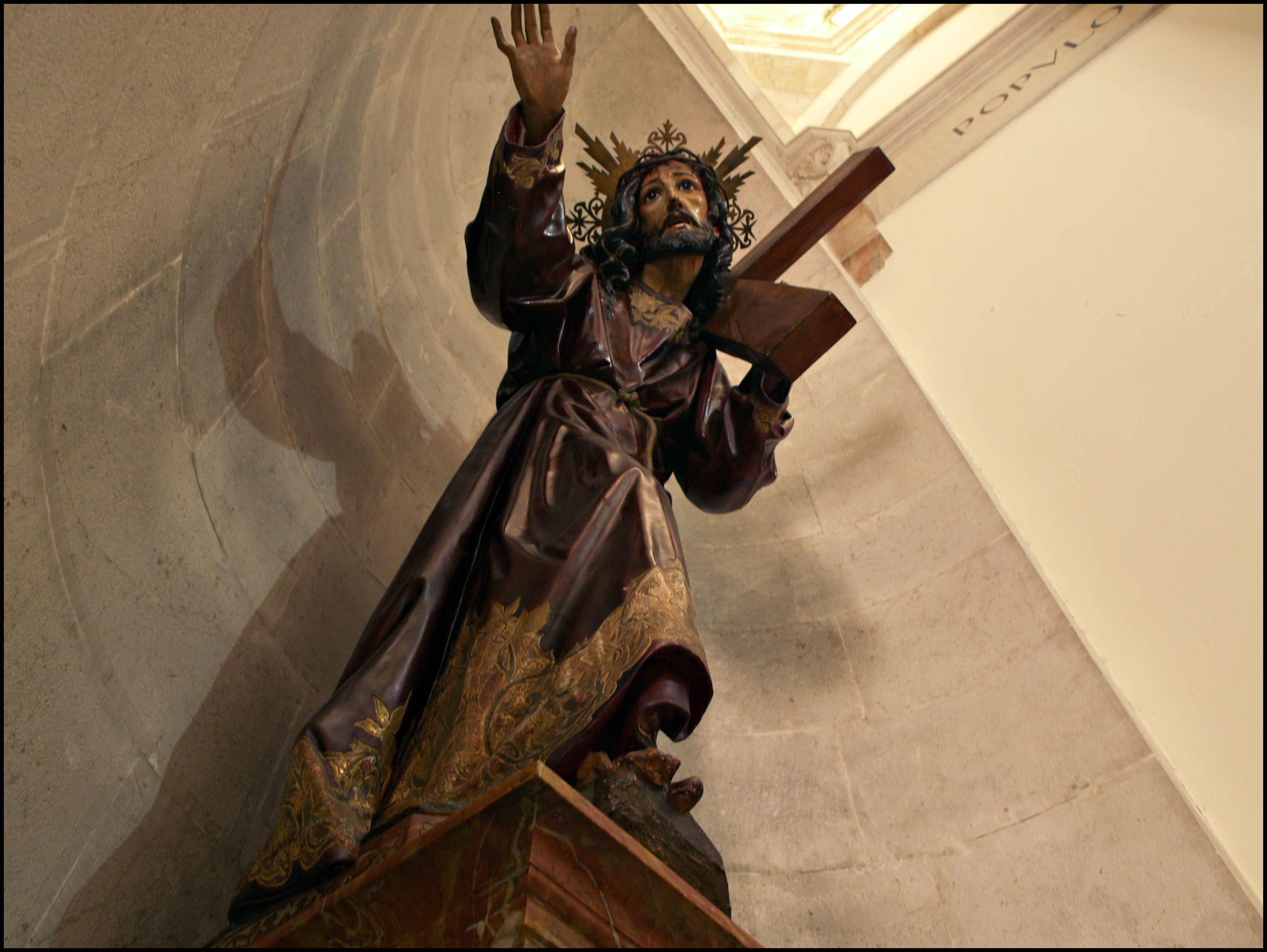
Chrystus niosący krzyż